# 경기도시흥교육지원청
경기도시흥교육지원청(京畿道始興敎育支援廳, Siheung Office of Education)은 경기도 시흥시를 관할하는 경기도교육청 산하의 교육지원청이다.
교육장은 장학관으로 보한다.

## 연혁
- 2004년 3월 1일: 경기도시흥교육청 개청 (안산교육청에서 분리)
- 2010년 9월 1일: 경기도시흥교육지원청으로 명칭 변경

## 산하기관

### 초등학교
| - 검바위초등학교 - 계수초등학교 - 군서초등학교 - 군자초등학교 - 금모래초등학교 - 냉정초등학교 - 대야초등학교 - 도일초등학교 - 도창초등학교 - 목감초등학교 | - 생금초등학교 - 서촌초등학교 - 서해초등학교 - 소래초등학교 - 송운초등학교 - 승지초등학교 - 시화초등학교 - 시흥능곡초등학교 - 시흥도원초등학교 - 시흥매화초등학교 | - 시흥신일초등학교 - 시흥월곶초등학교 - 시흥은행초등학교 - 시흥장현초등학교 - 시흥초등학교 - 신천초등학교 - 연성초등학교 - 옥터초등학교 - 웃터골초등학교 | - 월포초등학교 - 은계초등학교 - 장곡초등학교 - 정왕초등학교 - 진말초등학교 - 포리초등학교 - 하중초등학교 - 함현초등학교 - 산현초등학교 |

### 중학교
| - 군서중학교 - 군자중학교 - 논곡중학교 - 대흥중학교 - 배곧해솔중학교 - 배곧라라중학교(개교예정) - 서해중학교 - 소래중학교 | - 송운중학교 - 시화중학교 - 시흥능곡중학교 - 시흥매화중학교 - 시흥은행중학교 - 시흥중학교 | - 신천중학교 - 연성중학교 - 월곶중학교 - 은계중학교 - 응곡중학교 - 장곡중학교 | - 정왕중학교 - 한국글로벌중학교 - 함현중학교 |

### 고등학교
| - 경기스마트고등학교 - 경기자동차과학고등학교 - 군서고등학교 - 군자디지털과학고등학교 - 서해고등학교 | - 소래고등학교 - 시흥고등학교 - 시흥능곡고등학교 - 시흥매화고등학교 - 신천고등학교 | - 은행고등학교 - 장곡고등학교 - 정왕고등학교 - 한국조리과학고등학교 | - 함현고등학교 - 배곧고등학교 - 목감고등학교 |

## 같이 보기
- 대한민국 교육부